# Victor Godfrey
Victor Godfrey né le 10 septembre 1934 à Deloraine (Canada) et mort le 26 septembre 2012 est un chanteur d'opéra canadien baryton-basse.

## Carrière
Il fait des études musicales avec Gladys Whitehead à Winnipeg, Jan van der Gucht à la National school of Opera à Londres (aujourd'hui:London Opera center) et Hans Hotter à Munich. Il remporte en 1959 le Kathleen Ferrier memorial scholarship fund et débute à Covent garden en 1960 dans Macbeth. En 1962, il crée les rôles d'Hector dans King Priam l'opéra de Michael Tippett, et d'Abednego dans The Burning Fiery Furnace de Benjamin Britten. En 1968, il entre dans la compagnie du Deutsche Oper am Rhein de Düsseldorf et se produit également au Landestheatre de Hanovre. En 1971, il devient artiste indépendant et se consacre principalement à Richard Wagner et Richard Strauss.

## Source
- Victor Godfrey sur le site L'Encyclopedie canadienne consulté le 5 aout 2012